# César Díaz Escobar
César Antonio Díaz Escobar (n. Santiago, Chile, 20 de junio de 1975) es un exfutbolista chileno que jugaba como delantero. Su último equipo fue Club de Deportes Antofagasta.

## Trayectoria
Fue un delantero con una dilatada trayectoria en el fútbol nacional, que se destaca por su capacidad goleadora. Luego de 4 años en las divisiones inferiores de Magallanes, debió dejar las inferiores del conjunto carabelero debido a una falsificación de firmas. Tras debutar en Tercera División por CTC, luego de jugar un amistoso ante Palestino, llamó la atención del entonces entrenador Ricardo Dabrowski quen recomendó su fichaje.
En el equipo tetracolor debuta con 19 años de edad en 1994, para luego continuar su carrera por Cobreloa, Audax Italiano, Deportes Temuco, Santiago Wanderers, Coquimbo Unido, Cobresal,  Deportes Melipilla y Curicó Unido. El 6 de noviembre de 2011 se retira de la actividad, tras jugar su último partido por Deportes Antofagasta contra San Luis de Quillota, consiguiendo en éste el ascenso del equipo antofagastino a la Primera A de Chile, terminando así su carrera de 17 años como jugador profesional.
Su mayor logro individual lo consiguió al ser goleador del Torneo de Clausura 2005, jugando por Cobresal, con 13 goles convertidos y liderando a su equipo a un meritorio sexto lugar de la tabla, y clasificados a los Play-offs siendo eliminados en semifinales por Universidad de Chile.

## Clubes
| Club                 | País  | Año       | PJ  | Goles |
| -------------------- | ----- | --------- | --- | ----- |
| CTC                  | Chile | 1992-1993 |     |       |
| Palestino            | Chile | 1994-1997 | 36  | 7     |
| Cobreloa             | Chile | 1997-2000 | 86  | 22    |
| Audax Italiano       | Chile | 2001      | 19  | 4     |
| Santiago Morning     | Chile | 2002      | 25  | 2     |
| Coquimbo Unido       | Chile | 2003      | 23  | 7     |
| Deportes Temuco      | Chile | 2004      | 37  | 30    |
| Santiago Wanderers   | Chile | 2005      | 17  | 8     |
| Cobresal             | Chile | 2005-2007 | 74  | 36    |
| Deportes Melipilla   | Chile | 2008      | 29  | 12    |
| Curicó Unido         | Chile | 2009-2010 | 61  | 15    |
| Deportes Antofagasta | Chile | 2011      | 19  | 3     |
| Total                | Total | Total     | 426 | 146   |

## Palmarés

### Campeonatos nacionales
| Título    | Club                 | País  | Año  |
| --------- | -------------------- | ----- | ---- |
| Primera B | Deportes Antofagasta | Chile | 2011 |

### Distinciones individuales
| Distinción                            | Año    |
| ------------------------------------- | ------ |
| Goleador de Primera División de Chile | 2005-C |